# Anamaria Vartolomei

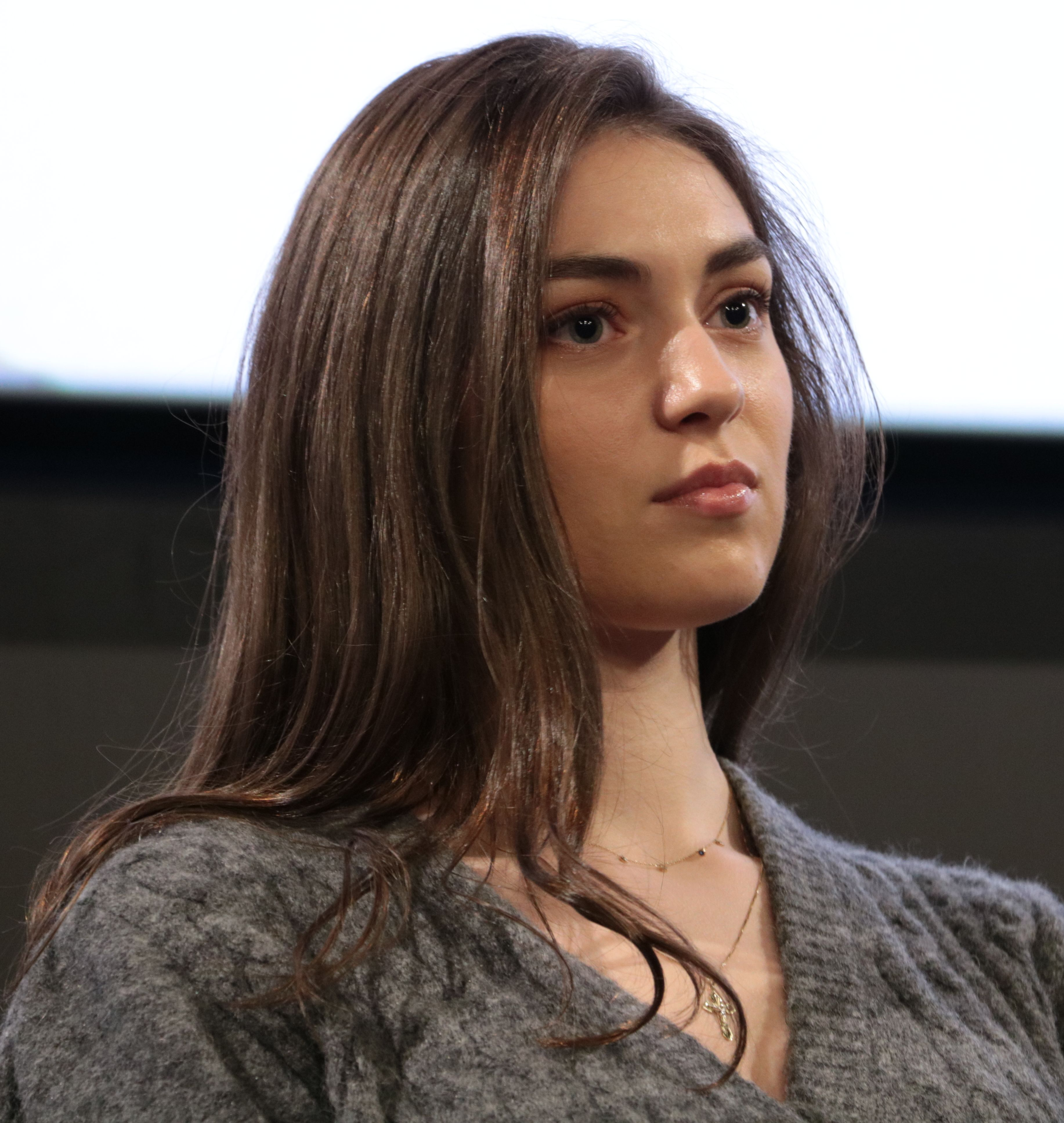
Vartolomei w Nantes (2021)

Anamaria Vartolomei (ur. 9 kwietnia 1999 w Bacău) – francusko-rumuńska aktorka filmowa. Laureatka Cezara dla najbardziej obiecującej młodej aktorki za główną rolę w filmie Audrey Diwan Zdarzyło się (2021). Zagrała również w filmach Moja mała księżniczka (2011) i Hrabia Monte Christo (2024).

## Życiorys

### Młodość
Anamaria Vartolomei urodziła się 9 kwietnia 1999 w Bacâu. Kiedy miała 2 lata, jej rodzice wyemigrowali do Francji, aby „zapewnić jej lepszą przyszłość”; następnie została oddana w ręce dziadków i dopiero w wieku 6 lat dołączyła do rodziców mieszkających w Pantin. Jej ojciec był wówczas budowlańcem, a matka, która w Rumunii była pielęgniarką, zajmowała się domem.
W ramach zajęć pozalekcyjnych w szkole podstawowej w Issy-les-Moulineaux uczęszczała na warsztaty teatralne.

### Kariera
W 2011 roku młoda Anamaria odkryła ogłoszenie o castingu do Mojej małej księżniczki. Spośród 500 kandydatek została wybrana do zagrania jednej z głównych ról w filmie, obok Isabllle Huppert. Ten debiutancki występ przyniósł jej nominację do nagrody Lumières dla najlepszej aktorki.
W 2021 roku zagrała główną rolę w dramacie aborcyjnym Zdarzyło się w reżyserii Audrey Diwan, który zdobył Złotego Lwa na 78. MFF w Wenecji. Jej występ został doceniony przez krytyków: „Le Monde” określił ją jako „wyjątkową”, a Slate nazwał „spektakularną”. Za tę rolę w 2022 roku otrzymała nagrodę Lumières dla najlepszej aktorki, a następnie Cezara dla najbardziej obiecującej aktorki młodego pokolenia.
W 2024 roku zagrała w filmie Hrabia Monte Christo, gdzie wcieliła się w rolę Haydèe.

### Moda
Anamaria jest twarzą marki akcesoriów Maison Michel, spółki zależnej od Chanel oraz twarzą linii produktów YAM marki Bonpoint.

## Filmografia

### Filmy fabularne
- 2011 : Moja mała księżniczka (My Little Princess) jako Violetta Giurgiu
- 2013 : Jacky w królestwie zwierząt (Jacky au royaume des filles) jako Zonia
- 2015 : Ma révolution jako Sygrid
- 2016 : L’idéal jako Lena
- 2017 : Wymiana księżniczek (L’échange des princesses) jako Louise Elisabeth
- 2017 : Le semeur jako Joséphine
- 2020 : Jak być dobrą żoną (La bonne épouse) jako Albane Des-deux-Ponts
- 2020 : Just Kids jako Lisa Certy
- 2021 : Zdarzyło się (L’événement) jako Anne Duchesne
- 2022 : Meduza (Méduse) jako Clémence
- 2024 : Hrabia Monte Christo (Le comte de Monte-Cristo) jako Haydèe
- 2024 : Maria jako Maria Schneider
- 2024 : Imperium (L’empire) jako Jane
- 2024 : Najeźdźcy (Reostat) jako Natalia
- 2025 : Mickey 17 jako Kai Katz